# Insuetophrynus acarpicus
Insuetophrynus acarpicus é uma espécie de anura da família Rhinodermatidae. É um monotípico dentro do género Insuetophrynus.
É endémica do Chile.
Os seus habitats naturais são: florestas temperadas e rios.
Está ameaçada por perda de habitat.